# ناوکی موری (زاده ۱۹۷۷)
ناوکی موری (ژاپنی: 森 直樹؛ زادهٔ ۲۱ نوامبر ۱۹۷۷) یک بازیکن فوتبال اهل ژاپن است.
از باشگاه‌هایی که در آن بازی کرده‌است می‌توان به باشگاه فوتبال سرزو اوساکا و باشگاه فوتبال میتو هولیهوک اشاره کرد.